# Граберсдорф
Граберсдорф (нем. Grabersdorf) — коммуна в Австрии, в федеральной земле Штирия. 
Входит в состав округа Фельдбах.  Население составляет 371 человек (на 31 декабря 2005 года). Занимает площадь 6,37 км².

## Политическая ситуация
Бургомистр коммуны — Франц Кацианшюц (АНП) по результатам выборов 2005 года.
Совет представителей коммуны (нем. Gemeinderat) состоит из 9 мест.
- АНП занимает 6 мест.
- Партия Für Grabersdorf занимает 2 места.
- СДПА занимает 1 место.